# Brauerei Adler
Die Brauerei Adler ist eine Schweizer Bierbrauerei mit Sitz in Schwanden im Kanton Glarus. Gegründet wurde sie im Jahre 1828. Sie ist die älteste noch bestehende Brauerei im Glarnerland und befindet sich bis heute in Familienbesitz. Die Brauerei Adler ist Mitglied in der Interessengemeinschaft unabhängiger Klein- und Mittelbrauereien. Die Jahresproduktion beträgt ungefähr 9'000 Hektoliter.

## Geschichte
Im Jahr 1829 gründete Fridolin Tschudi (1771–1847), ein Landrat, der auch eine Weinhandlung betrieb, das Gasthaus und die Brauerei. Seine Söhne übernahmen den Betrieb bis zum Verkauf an Gustav Kauth aus Luzern. Nach dem Tod von Kauth kam Paulus Kundert (1850–1917) als Kompagnon zur Firma, und diese wurde als Kauth und Kundert weitergeführt. Ab 1925 führte Fritz Kundert-Streiff (1895–1960) den Betrieb von Brauerei und Gasthaus in eigener Regie. Sein Nachfolger wurde sein Schwiegersohn Paul Torgler-Kundert (1913–1996).

## Die Brauerei heute
Das Unternehmen wird in der vierten Generation von Ruth und Roland Oeschger geführt und befindet sich im Besitz von Meta Oeschger-Kundert (Tochter von Fritz Kundert-Streiff) und Sohn Roland Oeschger. Seit 1995 ist ein neues Sudhaus in Betrieb.

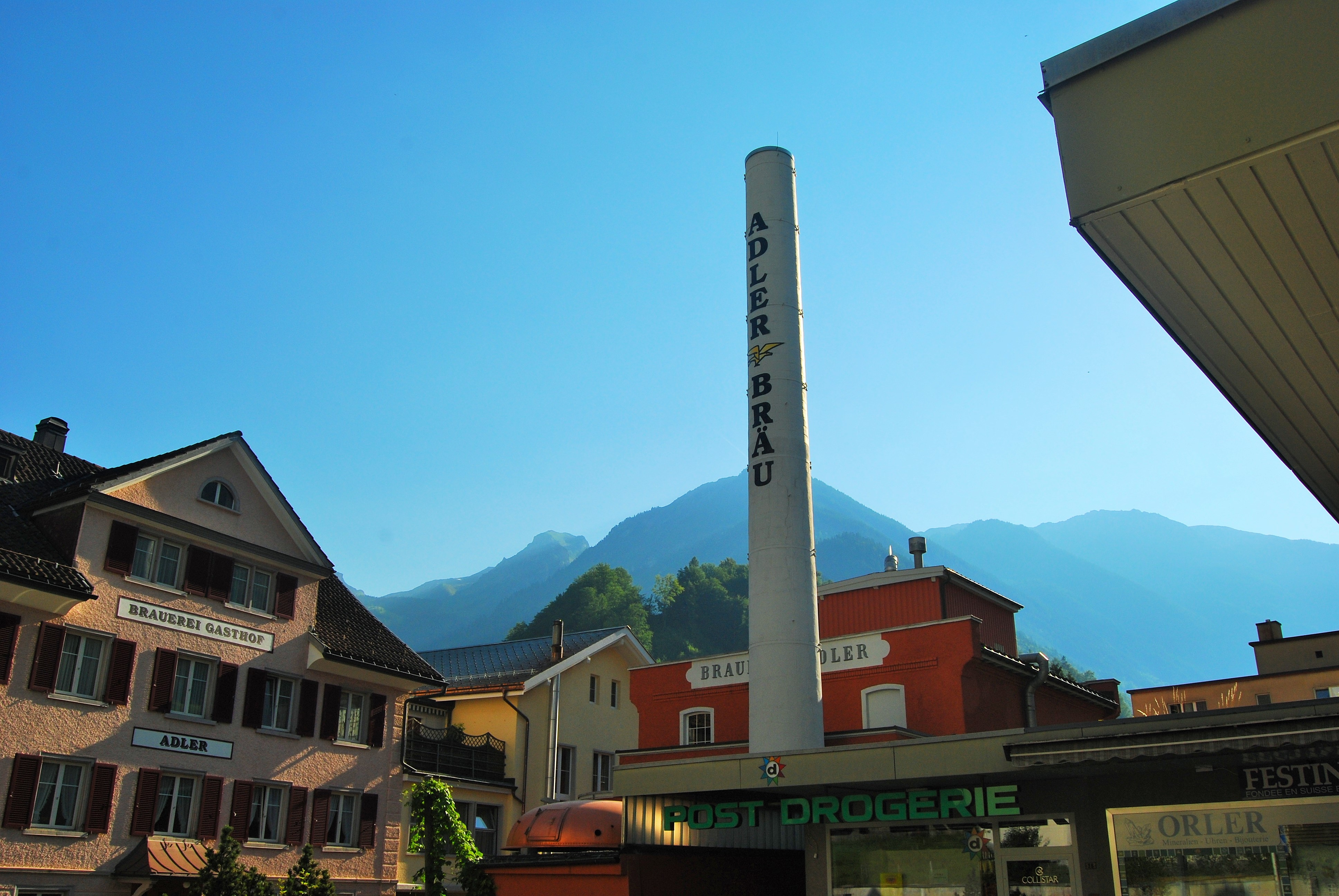
Brauerei Adler, Schwanden

## Produktepalette
Die Brauerei Adler stellt folgende Produkte her:
- Das meistverkaufte Bier ist das „Adlerbräu Lager“, ein helles Lagerbier. Es wird in 33-cl- und 58-cl-Flaschen sowie in 10-l-Fässern verkauft. Der Alkoholgehalt liegt bei 4,8 % Vol.
- Ein helles Spezialbier wird zum einen unter dem Namen „Panix-Perle“ in 29-cl-Flaschen und zum anderen unter der Bezeichnung „Bügel-Spez“ in Pfandflaschen mit Bügelverschluss verkauft. Der Alkoholgehalt beträgt 5,2 % Vol.
- Das „Glarner Zwickelbier“ wird in 29-cl-, 1-l- und 2-l-Flaschen verkauft.
- Zu Ehren von Fridolin Kundert wird unter dem Namen „Fridolin Kundert Bräu“ ein Dunkelbier produziert. Verkauft wird es in 29-cl- und 58-cl-Flaschen. Der Alkoholgehalt beträgt 5,2 % Vol.
- Zu Weihnachten und zu Ostern werden als saisonale Spezialitäten das „Adler Festbier“ und das „Adler Bockbier“ verkauft.
- Das „Glarner Adlerpfiff Panaché“ ist ein Mischgetränk aus 60 % Adlerbräu und 40 % Elmer Citro. Der Alkoholgehalt beträgt 2,9 % Vol.
- Unter dem Label «Saagehafts usem Glarnerland» hat Adler Bräu im Jahr 2015 eine neue Produktelinie eingeführt. Als Namensgeber für die 29-cl-Flaschen dienen Glarner Sagen. Im Frühling 2015 wurden der "Rufelihund" (American Pale Ale) und das "Vrenelisgärtli" (Whitbier) eingeführt. Als weitere Spezialbiere folgten Ende 2015 das "Geisser" (Bockbier) sowie zuletzt das "Schrättli" (Session IPA).

- Das "Kellerbier" ist ein helles, naturtrübes Lagerbier.